# Shanghai Devil
Shanghai Devil è una serie a fumetti in 18 numeri scritta da Gianfranco Manfredi e pubblicata dalla Sergio Bonelli Editore da ottobre 2011. Rappresenta il seguito ideale di Volto Nascosto, un'altra serie ideata da Manfredi e pubblicata dal 2007 al 2008 dalla stessa casa editrice.

## Trama
Ugo Pastore, dopo le avventure raccontate in Volto Nascosto, raggiunge il padre Enea in Cina e rimane coinvolto nella Ribellione dei Boxer. Ugo ha con sé la maschera d'argento di Volto Nascosto ed è costretto ad indossarla per nascondere la sua identità, diventando per la stampa britannica "Shanghai Devil".

## Personaggi
- Ugo Pastore alias "Shanghai Devil".
- Enea Pastore, padre di Ugo, funzionario della Società Commerciale romana Caput Mundi.
- Meifong, ragazza cinese venduta al bordello Madame Niang dalla sua famiglia di cui Ugo si innamora.
- Ha Ojie, un attore cinese amico di Ugo.
- Tai-Mien, guerriero mascherato a servizio della rivolta ("Tai-Mien" in cinese significa "Maschera").
- Evaristo Cazzaniga, furbo e imprevedibile avventuriero milanese
- Lady Jane Stanton, spia britannica.
- Chuang Lai, capo dei Boxer e monaco shaolin.
- Kuang Su, decimo imperatore cinese nipote di Suxi, la quale esercitò la reggenza fino al 1889.
- Suxi, regina, prima concubina dell'imperatore Xianfeng, che controlla il nipote imperatore anche dopo la reggenza.
- Sir Claude Maxwell McDonald, il ministro ambasciatore in Cina nel 1896.
- Madame Niang, proprietaria di un bordello di lusso.
- James Burke, commerciante di oppio.

## Produzione e promozione
La possibilità di un seguito a Volto Nascosto ha origine alla fine dell'ultimo numero della serie, Dietro la maschera pubblicato nel novembre 2008, con il padre di Ugo Pastore che gli chiede di accompagnarlo in una missione commerciale in Cina.
Nel gennaio 2010 Gianfranco Manfredi annunciò di stare scrivendo il seguito intitolato Shanghai Devil e ambientato in Cina durante la rivolta dei Boxer con Ugo Pastore come protagonista. Inizialmente aveva previsto solo una decina di albi, dato che non era sicuro di come sarebbero stati i disegni, ma nel febbraio 2011 dichiarò che sarebbe durata 18 mesi e che sarebbe stata molto più avventurosa di Volto Nascosto, con alcuni primi numeri di introduzione che progressivamente si sarebbero intensificati.
La casa editrice diede l'annuncio ufficiale pochi giorni dopo presentando quattro tavole in anteprima, aggiungendo i nomi degli autori confermati fino a quel momento e definendo l'autunno 2011 come inizio dell'uscita in edicola della serie.
Il 1º agosto furono presentate la copertina e altre due tavole e fu annunciata la data di uscita definitiva: 8 ottobre.
Shanghai Devil è anche l'ultimo fumetto ad avere una presentazione di Sergio Bonelli

## Albi
| N° | Titolo                         | Data           | Testi               | Disegni                                         | Copertina           |
| -- | ------------------------------ | -------------- | ------------------- | ----------------------------------------------- | ------------------- |
| 1  | Il trafficante d'oppio         | ottobre 2011   | Gianfranco Manfredi | Massimo Rotundo                                 | Corrado Mastantuono |
| 2  | La città proibita              | novembre 2011  | Gianfranco Manfredi | Alessandro Nespolino                            | Corrado Mastantuono |
| 3  | L'alluvione                    | dicembre 2011  | Gianfranco Manfredi | Stefano Biglia                                  | Corrado Mastantuono |
| 4  | I ribelli del Fiume Giallo     | gennaio 2012   | Gianfranco Manfredi | Roberto Diso                                    | Corrado Mastantuono |
| 5  | Lanterne blu                   | febbraio 2012  | Gianfranco Manfredi | Alessandro Nespolino                            | Corrado Mastantuono |
| 6  | Hotel Europe                   | marzo 2012     | Gianfranco Manfredi | Darko Perović                                   | Corrado Mastantuono |
| 7  | Sotto ricatto                  | aprile 2012    | Gianfranco Manfredi | Giuseppe Barbati (matite) Bruno Ramella (chine) | Corrado Mastantuono |
| 8  | Atto di coraggio               | maggio 2012    | Gianfranco Manfredi | Raffaele Della Monica                           | Corrado Mastantuono |
| 9  | Complotto di spie              | giugno 2012    | Gianfranco Manfredi | Raffaele Della Monica                           | Corrado Mastantuono |
| 10 | L'ora degli assassini          | luglio 2012    | Gianfranco Manfredi | Giuseppe Barbati (matite) Bruno Ramella (chine) | Corrado Mastantuono |
| 11 | Il guerriero invincibile       | agosto 2012    | Gianfranco Manfredi | Giuseppe Barbati (matite) Bruno Ramella (chine) | Corrado Mastantuono |
| 12 | Il trionfo del caos            | settembre 2012 | Gianfranco Manfredi | Massimo Rotundo                                 | Corrado Mastantuono |
| 13 | Sette diavoli                  | ottobre 2012   | Gianfranco Manfredi | Stefano Biglia                                  | Corrado Mastantuono |
| 14 | Mordi e fuggi                  | novembre 2012  | Gianfranco Manfredi | Alessandro Nespolino                            | Corrado Mastantuono |
| 15 | Crollo di un impero            | dicembre 2012  | Gianfranco Manfredi | Paolo Raffaelli                                 | Corrado Mastantuono |
| 16 | Assalto alla cattedrale        | gennaio 2013   | Gianfranco Manfredi | Massimo Rotundo                                 | Corrado Mastantuono |
| 17 | A ferro e fuoco                | febbraio 2013  | Gianfranco Manfredi | Darko Perović                                   | Corrado Mastantuono |
| 18 | La sorgente dei fiori di pesco | marzo 2013     | Gianfranco Manfredi | Stefano Biglia                                  | Corrado Mastantuono |